# Debbi Peterson
Deborah Mary Debbi Peterson (Northridge, Los Angeles, Kalifornia, 1961. augusztus 22. –) amerikai zenész, a The Bangles nevű hangszeres lányegyüttes dobosa. Ő a fiatalabbik az együttest alapító Peterson-nővérek, Vicki és Debbi közül, és a Bangles nagyobb slágerei közül ő volt a szólóénekese a kislemezen is kiadott Going Down to Liverpool (1984) és Be with You (1989) című daloknak.
Első zenekarát még főiskolás korában alakította meg, majd a The Bangles 1989-es feloszlását követően szólókarrierbe kezdett. 1992-ben egy rövid életű duót hozott létre Siobhan Maherrel, aki előzőleg a River City People zenekar tagja volt.
1989-ben kötött házasságot Steven Botting brit hangmérnökkel, akitől két gyermeke született.

## Fordítás
- Ez a szócikk részben vagy egészben  a   Debbi Peterson című angol Wikipédia-szócikk fordításán alapul.  Az eredeti cikk szerkesztőit annak laptörténete sorolja fel. Ez a jelzés csupán a megfogalmazás eredetét és a szerzői jogokat jelzi, nem szolgál a cikkben szereplő információk forrásmegjelöléseként.